# Pueblos taracahítas
El término taracahíta o tara-cahítas se usa para un grupo de pueblos amerindios que habitan en el noroeste de México y hablan lenguas yutoaztecas, en las inmediaciones de la sierra Madre Occidental y los valles aluviales de la costa del Pacífico sonorense.
La denominación de este grupo deriva de la unión de los nombres del grupo tarahumara, que habita en Chihuahua y los pueblos cahítas (como los yaquis, y los mayos), que viven en Sonora. 

## Historia de las etnias tara-cahítas
La evidencia lingüística sugiere que el poblamiento taracahíta en el N. de México es antiguo. El proto-taracahíta se habría hablado durante el I milenio a. C., de acuerdo con estimaciones glotocronológicas.

### Primeras culturas
La extensión de la cultura hohokam coincide muy aproximadamente con la extensión moderna de los pueblos pima-pápagos, por lo que probablemente dicha cultura sea atribuible a pueblos de dichas etnias. Sin embargo, tanto los pueblos pima-pápagos, y probablemente los hohokam, no son pueblos taracahítas propiamente dichos, ya que si bien son también pueblos yutoaztecas que hablan lenguas de la rama tepimana. La identificación étnica de la cultura Mogollón es más problemática porque su extensión coincide con diversos grupos yutoaztecas diferentes, por lo que en realidad esa cultura podría corresponder a pueblos que hablaban diferentes lenguas yutoaztecas, algunos de ellos posiblemente taracahítas.

### Período colonial
A casi 500 años de que los primeros chabochis (europeos o mestizos) pisaron tierras chihuahuenses y comenzaron a explotar la enorme riqueza que aún subyace en el subsuelo, las etnias de la región han empeorado en sus condiciones generales de vida. Cuando llegaron los españoles, hace 500 años, el territorio que hoy es el estado de Chihuahua estaba ocupado por varios grupos indígenas como los tarahumaras, tepehuanes, tubares, tobosos, cocoyomes, pimas, chínipas, guazapares, témoris, guarijíos, ópatas, eudeves, salineros, conchos, jovas, sumas, janos, julimes, chinarras, acoclames, chizos y apaches.

## Tarahumaras
Los tarahumaras, también conocidos como raramuris, integran aún hoy una de las etnias más numerosas. Ocupaban gran parte del centro y suroeste del estado, desde la junta desde la región del Fresno en lo que hoy es Chihuahua capital, hasta regiones serranas cercanas al actual Parral. Su territorio se extendía principalmente a las montañas, de ahí que a la sierra la dieran el nombre de Tarahumara. 
Más al sur, en la frontera con Durango, en lo que hoy es Guadalupe y Calvo, estaban los tepehuanes. En las regiones desérticas orientales del estado de Chihuahua siguiendo el cauce del río Conchos y sus principales afluentes hasta Parral y probable al norte de Durango estuvo una de las principales etnias que vivió antes de la colonia llamada Conchos. En el suroeste, por el desfiladero de la sierra hacia Sinaloa, habitaban los guarojíos, donde hoy está el municipio de Urique. Más al noroeste, junto a Sonora, vivían los chínipas, guazapares y témoris, nombres que conservan los municipios que actualmente se localizan en esa región.

## Ópatas y guarijíos
Al norte de la sierra estaban los ópatas, jovas y eudeves donde actualmente se encuentran los municipios de Temósachi, Matachí y Guerrero. Así nacieron dos grupos que se parecen en la lengua y muchas tradiciones. Los de Chihuahua se autodenominan guarojíos y los de Sonora guarijíos. Ambos nombres significan “los que agarran la tierra”.
Igual que los tarahumaras, pimas y tepehuanos, los guarojíos viven en pequeños caseríos de dos o tres familias, cerca de arroyos, y conviven con los mestizos que son mayoría en la Sierra. 
Lingüísticamente pertenecen al grupo taracahíta, del tronco yuto-nahua, por lo que están emparentados, por un lado con los tarahumaras y otro con los mayos y los yaquis.

## Cahítas
Los pueblos cahítas propiamente son los yaquis y los mayos, que hablan dos variantes lingüísticas que bien podrían considerarse la misma lengua. También se conoce un cierto número de pueblos utoaztecas como los guasaves, los acaxees, los tahues, los achires y los xiximes, cuyas lenguas se conocen solo fragmentariamente y por tanto es sencillo adscribirlos lingüísticamente al grupo cahítas, al grupo corachol u otros.
- Datos: Q358250